# Józef Grynblatt
Józef Grynblatt (ur. 1914, zm. 2003) – żydowski działacz ruchu oporu w getcie warszawskim, członek Żydowskiego Związku Wojskowego (ŻZW), uczestnik powstania w getcie warszawskim.

## Życiorys
Uczestniczył w polskiej wojnie obronnej września 1939 r., a następnie przebywał jako jeniec w niewoli niemieckiej z której trafił do getta warszawskiego. Członek prawicowej organizacji Betar. Uczestnik powstania w getcie warszawskim w kwietniu 1943 r., jako członek grupy bojowej ŻZW przy ul. Karmelickiej 5. Z getta wydostał się kanałami wraz z innymi bojowcami pod koniec kwietnia. Przebywał w Michalinie i Warszawie. Jak podaje historyk Dariusz Libionka, Grynblatt uczestniczył także w powstaniu warszawskim. Był jednym z nielicznych bojowców ŻZW którzy przeżyli wojnę.
Od 1946 r., na emigracji w USA. Sporządził dwie relacje ze swojej działalności konspiracyjnej złożone w latach 1958 i 1974, a przechowywane między innymi w Instytucie Jad Waszem w Jerozolimie. W drugiej liczącej 30 str., pisze między innymi o Pawle Frenkelu jako przywódcy ŻZW, nie wspominając absolutnie o postaci Dawida Apfelbauma. Jego relacje prawie w ogóle nie były wykorzystywane i analizowane przez historyków. W 1990 r., udzielił w Warszawie wywiadu polskiej pisarce Ance Grupińskiej. Naukowej analizy wywiadu dokonał Dariusz Libionka, wskazując sprzeczności z poprzednimi relacjami Grynblatta oraz między jego relacjami a relacjami innych członków ŻZW.
W 2023 został odznaczony pośmiertnie Krzyżem Oficerskim Orderu Odrodzenia Polski.